# William Leboucher
William Leboucher est un footballeur français, né le 5 juillet 1960 à Neufchâtel-en-Bray (Seine-Maritime), qui jouait au poste d'attaquant du milieu des années 1970 jusqu'au début des années 1990.

## Biographie
Formé à Blangy-sur-Bresle, il est arrivé au SC Abbeville en 1977. Le club montera en Division 2 en 1980.
Son principal fait d'armes est de tenir tête et marqué un but au Paris Saint-Germain le 12 mars 1983, lors du 1/16e de finale de Coupe de France, où Abbeville gagne le match retour 1-0 au stade Paul-Delique, après avoir perdu 2-0 à l'aller au Parc des Princes.
Il dispute un total de 95 matchs en Division 2 entre 1980 et 1986, inscrivant 21 buts.

## Carrière
- 1976-1977 :  : SEP Blangy-sur-Bresle (Régional)
- 1977-1986 :  : SC Abbeville (DH - CFA2 - CFA - D2)
- 1986 :  : Olympique Saint-Quentin (CFA)
- 1987 :  : AC Longpré-les-Corps-Saints (CFA2)
- 1987-1988 :  : FC Mareuil-Caubert (Régional)
- 1988-1989 :  : FC Neufchâtel-en-Bray (Régional)
- 1989-1990 :  : ES Aumale (Régional)
- 1990-2002 :  : SEP Blangy-sur-Bresle (Régional, District)